# Vic Crowe
Victor „Vic“ Herbert Crowe (* 31. Januar 1932 in Abercynon; † 21. Januar 2009) war ein walisischer Fußballspieler und -trainer.

## Sportlicher Werdegang
Der in Wales geborene Crowe siedelte als Kind in die Nähe von Birmingham über. In den West Midlands machte er auch seine ersten Schritte im Fußball, als er für Erdington Albion, ein Nachwuchsteam von West Bromwich Albion, spielte. 1952 unterzeichnete er jedoch beim Regionalrivalen Aston Villa seinen ersten Profivertrag. Dort avancierte er schnell zum Stammspieler. Den Gewinn des FA Cups 1957 durch einen 2:1-Endspielsieg gegen Meister Manchester United verpasste er jedoch ebenso verletzungsbedingt wie die mit einer deutlichen 0:4-Schlappe verlorene Revanche im Spiel um den FA Charity Shield. Nachdem der Verein am Ende der Spielzeit 1958/59 in die Second Division abgestiegen war, führte Crowe Aston Villa zum direkten Wiederaufstieg. Ebenso gelang dem Verein unter Kapitän Crowe der Gewinn des League Cup 1960/61. Darüber hinaus spielte Crowe auch mehrfach für die walisische Fußballnationalmannschaft. 1964 wechselte Crowe zu Peterborough United in die Third Division, ehe er drei Jahre später zu den Atlanta Chiefs nach Amerika wechselte. Dort beendete er 1969 seine Karriere als Spieler und gleichzeitig auch sein noch nicht lange laufendes Engagement als Trainer des Vereines.
Wenig später, kurz vor Jahresende 1969, kehrte Crowe als Trainer zu Aston Villa zurück, konnte den Abstieg des Vereines aber nicht mehr verhindern. In der nächsten Saison gelang Aston Villa unter Crowe als Trainer der Einzug ins Finale des League Cups, das man allerdings gegen Tottenham Hotspur verlor. 1972 gelang Crone zusätzlich der Wiederaufstieg. Nach einer enttäuschenden Saison 1973/74 beendete der Verein aber seinen Vertrag. Anschließend versuchte Crowe sein Glück erneut in Nordamerika und übernahm danach für kurze Zeit die Portland Timbers. Anfang der 1980er kehrte er für zwei Jahre nach Portland zurück. Crowe legte zu jener Zeit den Grundstein für den späteren Erfolg des Clubs und für die Bekanntheit des Sportes in und um Portland.
Crowe starb Mitte Januar 2009, nachdem er Jahre lang an Alzheimer erkrankt gewesen war. Etwa zwei Wochen später wurde er in Royal Sutton Coldfield beerdigt, unter großer Anteilnahme von Fans und (ehemaligen) Spielern von Aston Villa.